# Liz Vassey
Elizabeth Vassey, conosciuta come Liz Vassey (Raleigh, 9 agosto 1972), è un'attrice statunitense, nota per aver interpretato Wendy Simms nella famosa serie televisiva CSI - Scena del crimine, per un totale di 78 episodi.

## Biografia
Vassey è nata a Raleigh, nella Carolina del Nord. Si è diplomata alla Chamberlain High School di Tampa, in Florida, nel 1990.

## Carriera
Ha esordito nella soap opera La valle dei pini, dove ha interpretato l'adolescente Emily Ann Sago dal 1988 al 1991. Dal 2004 al 2005 ha avuto un ruolo ricorrente nella serie Tru Calling, dove interpretava la dottoressa Carrie Allen. È apparsa nel terzo episodio della prima stagione di Due uomini e mezzo e successivamente in tre episodi dal 2009 al 2011, dove ha interpretato un personaggio diverso.
Dal 2005 al 2010, Vassey ha avuto un ruolo ricorrente nella serie televisiva CSI - Scena del crimine (CSI: Crime Scene Investigation), dove interpretava Wendy Simms. A partire dalla decima stagione, Vassey è stato inserita nel cast principale e ha cominciato a comparire nei titoli di apertura dello show. Il 1º giugno 2010, è stato annunciato che non sarebbe tornata nell'undicesima stagione, ma che sarebbe apparsa solo nel secondo episodio della stessa.
Vassey ha fatto un cameo nel musical basato sul web di Joss Whedon, Dr. Horrible's Sing-Along Blog, come "Fury Leika". 

## Vita privata
È sposata con David Emmerichs dal 2004.

## Premi
- 1990 - Nomination al Daytime Emmy Award per la miglior giovane per La valle dei pini

## Filmografia

### Cinema
- La troviamo a Beverly Hills (Calendar Girl), regia di John Whitesell (1993)
- 9mm of Love, regia di Robert Duncan McNeill - cortometraggio (2000)
- Pursuit of Happiness, regia di John Putch (2001)
- L'uomo di casa (Man of the House), regia di Stephen Herek (2005)

### Televisione
- La valle dei pini (All My Children) - soap opera, 10 puntate (1988-1992)
- Superboy - serie TV, 1 episodio (1989)
- Still the Beaver - serie TV, 2 episodi (1989)
- In viaggio nel tempo (Quantum Leap) - serie TV, 2 episodi (1991-1993)
- Star Trek: The Next Generation - serie TV, 1 episodio (1992)
- Walter & Emily - serie TV, 1 episodio (1992)
- Jake & Jason Detectives - serie TV, 1 episodio (1992)
- Beverly Hills 90210 – serie TV, 1 episodio (1992)
- Grapevine – serie TV, 1 episodio (1992)
- Parker Lewis – serie TV, 1 episodio (1992)
- Sposati... con figli (Married... with Children) – serie TV, 1 episodio (1992)
- Ma che ti passa per la testa? (Herman's Head) – serie TV, 1 episodio (1992)
- Murphy Brown - serie TV, 1 episodio (1992)
- Love, Lies & Lullabies, regia di Rod Hardy - film TV (1993)
- Bodies of Evidence - serie TV, 1 episodio (1993)
- Danger Theatre - serie TV, 1 episodio (1993)
- The Secrets of Lake Success - miniserie TV (1993)
- La signora in giallo (Murder, She Wrote) - serie TV, episodi 9x19-10x08 (1993)
- Love & War - serie TV, 1 episodio (1994)
- Wings - serie TV, 1 episodio (1994)
- Detective in corsia (Diagnosis: Murder) - serie TV, 1 episodio (1994)
- Bayside School - Matrimonio a Las Vegas (Saved by the Bell: Wedding in Las Vegas), regia di Jeff Melman - film TV (1994)
- E.R. - Medici in prima linea (ER) - serie TV, 4 episodi (1994)
- Pig Sty - serie TV, 13 episodi (1995)
- Dream On - serie TV, 1 episodio (1995)
- The Adventures of Captain Zoom in Outer Space, regia di Max Tash - film TV (1995)
- Una famiglia a tutto gas (Brotherly Love) - serie TV, 40 episodi (1995-1997)
- Ultime dal cielo (Early Edition) - serie TV, 1 episodio (1997)
- Quell'uragano di papà (Home Improvement) - serie TV, 1 episodio (1997)
- Maximum Bob - serie TV, 7 episodi (1998)
- Fantasy Island - serie TV, 1 episodio (1998)
- Dawson's Creek - serie TV, 1 episodio (1999)
- Dharma & Greg - serie TV, 1 episodio (2000)
- Life with David J, regia di David J Nash – film TV (2001)
- The Tick - serie TV, 9 episodi (2001-2002)
- Push, Nevada - serie TV, 6 episodi (2002)
- Veritas: The Quest - serie TV, 1 episodio (2003)
- The Partners, regia di Marc Buckland - film TV (2003)
- Due uomini e mezzo (Two and a Half Men) - serie TV, 4 episodi (2003-2011)
- Nikki and Nora - film TV (2004)
- CSI - Scena del crimine (CSI: Crime Scene Investigation) - serie TV, 78 episodi (2005-2010)
- Cooked, regia di David Steinberg - film TV (2005)
- 20 Things to Do Before You're 30 - film TV (2005)
- Tru Calling - serie TV, 6 episodi (2005)
- The Cure, regia di Danny Cannon - film TV (2007)
- Dr. Horrible's Sing-Along Blog - miniserie TV (2008)
- 3Way – serie TV, 4 episodi (2008-2009)
- Castle - Detective tra le righe (Castle) – serie TV, episodio 3x20 (2011)
- 9ine - serie TV, 8 episodi (2011)
- Terapia d'urto (Necessary Roughness) – serie TV, 3 episodi (2011-2012)
- La rete non dimentica (Sexting in Suburbia), regia di John Stimpson - film TV (2012)
- Last Hours in Suburbia, regia di John Stimpson – film TV (2012)

## Doppiatrici italiane
Nelle versioni in italiano delle opere in cui ha recitato, Liz Vassey è stata doppiata da:
- Claudia Razzi in Una famiglia a tutto gas, CSI - Scena del crimine (st. 6, ep.7x02, 7x08)
- Barbara De Bortoli in Star Trek: The Next Generation, NCIS: Los Angeles
- Laura Latini in E.R. - Medici in prima linea (ep. 1x01)
- Paola Valentini in E.R. - Medici in prima linea (ep. 1x02-1x03, 1x05)
- Giò Giò Rapattoni in CSI - Scena del crimine (ep. 7x14-15, 7x17, 7x19-20, 7x23-24, st. 8-11)
- Laura Romano in Tru Calling
- Rachele Paolelli in Castle
- Alessandra Cassioli in Due uomini e mezzo (ep. 8x06-8x07, 9x01)
- Anna Cugini in La rete non dimentica
- Rossella Acerbo in The Tick